# Нугер Абрам Петрович
Нугер Абрам Петрович (1896, Володимир — 1994, Назарет-Ілліт, Ізраїль) — актор, режисер.
Сценічну діяльність розпочав 1917 р. у пересувній єврейській трупі. Протягом 1922–1924 рр. працював у київському театрі «Єврейська народна сцена» («Їдіше фолькс біне»). 1925 р. увійшов до складу трупи створеного у Харкові Державного єврейського театру, де пропрацював до 1950 р.
Володів непересічними музичними та імпровізаційними здібностями, був продовжувачем «пурімшпилерів» у єврейському радянському театральному мистецтві. Основні ролі: Кунелемл («Цвей Кунелемлах»), Бобе Яхне («Ворожка», обидві — А. Гольдфадена), Нахмен («Рекрут» Л. Б. Рєзніка), Ковʼєль («Міщанін у дворянстві» Молʼєра), Гарпагон («Скупий» Молʼєра), Гершеле Острополер (в однойм. пʼєсі М. Я. Гершензона), Тевʼє-молочник (за однойм. пов. Шолом-Алейхема), Актор («Вільний вітер» И. О. Дунаєвського).
Поставив спектаклі: «Тевʼє-молочник» Шолом-Алейхема, «Навала» Л. М. Лєонова, «Гершеле Острополер» Гершензона; спільно с Е. Дінором, «Енергія» А. Кагана, «Хаїм Бойтре» М. С. Кульбака, «Професор Мамлок» Ф. Вольфа та інші. Був режисером естрадного спектаклю «Завжди з Вами» Сіді Таль.